# Дома 8 км
Дома 8 км (рос. Дома 8 км) — починок в Малопургинському районі Удмуртії, Росія.

## Населення
Населення — 6 осіб (2010; 10 в 2002).
Національний склад станом на 2002 рік:
- удмурти — 50 %
- росіяни — 40 %